# Georges Baltus
Georges Baltus, né le 3 mai 1874 à Courtrai, et mort à Saint-Trond le 24 décembre 1967, est un peintre, un graveur et un illustrateur belge.
Son champ pictural couvre les figures, les portraits, les paysages et les natures mortes. Il utilise différents médias : peinture sur verre, lithographie, tapisserie et illustration.

## Biographie

### Famille
Georges (Georges Richard Michel Guillaume Marie) Baltus, né le 3 mai 1874 à Courtrai, est le fils d'Ernest Henri Richard Baltus (1848-1927), négociant, et d'Anne Marie Vanhoren (1853), négociante, mariés à Saint-Trond le 5 août 1873. Georges Baltus est le cousin de l'homme de lettres Ray Nyst. Il épouse en premières noces, à Munich en 1904, Bertha (dite Vivi) von Hildebrand (1883-1926), fille du sculpteur allemand Adolf von Hildebrand. Le couple a un fils : Jean Ado Baltus (1906-1990), architecte et artiste peintre. En secondes noces, Georges Baltus se marie, en 1946, avec la poétesse française et critique littéraire à la RTB Adrienne Revelard (1906-1994),.
La sœur de Georges Baltus, Marguerite Baltus (1876), épouse de Norbert Nys, est la mère de quatre filles évoluant dans le sillage artistique et littéraire de leur oncle Georges Baltus : Maria Herminia Nys (1898-1955), première épouse d'Aldous Huxley, Jeanne Nys (1900), en relation avec Stéphane Hessel, puis épouse successive de René Moulaert et de Georges Neveux, Suzanne Nys (1902-1985), sculptrice et femme du peintre verrier Joep Nicolas et Rose Nys (1908), épouse du poète surréaliste belge Éric de Haulleville

### Formation
En 1891, Georges Baltus devient l'élève de Jean-François Portaels à l'Académie royale des beaux-arts de Bruxelles.

### Carrière
Grâce à sa fortune familiale, la carrière de Georges Baltus est cosmopolite. En 1895, il s'établit à Paris, où il fréquente le cercle artistique symboliste et ésotérique Rose-Croix esthétique, fondé par Joséphin Peladan, avec lequel il se lie amicalement dès 1892. En 1895, il illustre Un prophète… Rétorsion liminaire au sar Joséphin Péladan écrit par Ray Nyst. En 1896, sur les conseils de Peladan qui lui vante la beauté des primitifs italiens, il se rend en Italie. Il loge dans un phalanstère à Florence dirigé par le sculpteur Adolf von Hildebrand, féru, comme lui, de peintures de la Renaissance italienne, et dont il épouse la fille en 1904. Il acquiert une villa à Florence et traduit Problèmes de la forme rédigé par son beau-père,.
À partir de 1905, Georges Baltus quitte l'Italie et enseigne à la Glasgow School of Art jusqu'en 1914. En 1912, il publie Technics of paintings. Surpris par l'invasion allemande lors de ses vacances à Saint-Trond, il demeure en Belgique et s'établit à Bruxelles, où il demeure jusqu'en 1936 et possède son atelier à la rue Albert de Latour, no 30 à Schaerbeek, où Constantin Meunier travailla jadis.
Patriote, il est membre de la Ligue nationale du Souvenir, créée en 1918, commémorant les événements liés à la guerre de 1914-1918 et exerçant des activités caritatives.
En 1918, il devient professeur de peinture à l'Académie de Louvain et en 1924 à l'École des Beaux-Arts d'Ixelles. Le 22 janvier 1927, il est nommé inspecteur de l'enseignement artistique aux Académies et écoles de dessin de l'État, fonction qu'il occupait à titre provisoire depuis le 15 mai 1925 et conserve jusqu'en mai 1939, atteint par la limite d'âge.
Il publie plusieurs ouvrages consacré à l'esthétique et donne des conférences. Il entreprend de nombreux voyages artistiques en Italie, en France, en Grèce, en Espagne et en Afrique du Nord. L'artiste crée et expose jusqu'à la fin de sa vie. Il bénéficie de l'amitié de la reine Élisabeth.
Le 24 décembre 1967, Georges Baltus meurt, à l'âge de 93 ans à Saint-Trond.

## Œuvre

### Caractéristiques
Son champ pictural couvre les figures, les portraits (avec une prédilection pour la « femme fatale »), les paysages et les natures mortes. Il utilise différents médias : peinture sur verre, lithographie, tapisserie et illustration. Georges Baltus reçoit plusieurs commandes privées telle la fresque allégorique de l'hôtel Max Hallet de style Art nouveau, réalisé par Victor Horta en 1903, avenue Louise à Bruxelles. Séduit dans sa jeunesse par l'ésotérisme mystique de Peladan et par ses nombreux séjours en Italie, sa carrière conserve durablement ces influences restituées par un idéalisme inextinguible marquant l'ensemble de son œuvre.
Dans les années 1930, il dessine et peint pendant quelques années des paysages, comme il en avait vu chez les artistes japonais, dont il s'approprie la délicatesse du coloris, les finesses du dessins, les détails les plus précieux du style et en réalisant toute une série d'estampes préparatoires.
Georges Baltus réalise également des scènes allégoriques, symboliques et mythologiques. Après la Première Guerre mondiale, Georges Baltus reçoit des commandes officielles d'œuvres décoratives monumentales, comme la peinture des vitraux de la chapelle royale dans le cadre de l'Exposition universelle de 1935 de Bruxelles et, en 1937, assisté par son fils Ado Baltus, les vitraux Art déco de l'escalier d'honneur de l'hôtel de ville de Forest.
Georges Baltus appartient à la deuxième génération d'artistes symbolistes belges et demeure une des figures de l'art décoratif moderne belge.

### Expositions
- Salon de Gand de 1913 (XLe) : Saint Trudon, acquis par la ville de Gand[9].
- Salon de Bruxelles de 1914 : Titania[10].
- Cercle artistique et littéraire de Bruxelles : 1921, 1923 (3e salon d'art religieux moderne : Sainte-Élisabeth de Hongrie), 1933, 1937 (des aquarelles), 1947 (un portrait)[11].
- Salon de printemps : 1919 (Petite fleuriste), 1921 (Villa italienne)[12].
- Exposition d'art belge à Rio de Janeiro, Brésil, en septembre 1946[13].
- Exposition Georges Baltus au Cheval de verre, galerie Ravenstein à Bruxelles en mai 1966 : Flora, Christine, L'arc-en-ciel sur le lac de Garde, Notre maison, Clair de lune à Lasne et un nu, entre autres[4].

## Distinction
- Chevalier de l'ordre de Léopold (14 avril 1920)[14]